# Телепень (пам'ятка природи)
Те́лепень — ботанічна пам'ятка природи місцевого значення в Україні. Розташована на території Бориспільського району Київської області, на північ від села Гензерівка.
Площа 2,3 га. Статус присвоєно згідно з рішенням Київської обласної ради 22 червня 2017 року № 345-15-VII. Перебуває у віданні: Яготинська районна державна адміністрація.
Статус присвоєно для збереження місць зростанні типової степової рослинності на території кургану «Телепень».